# ریکمن ۳۶۹۲
سیارک ۳۶۹۲ (به انگلیسی: 3692 Rickman، نامگذاری:1982HF1) سه هزار و ششصد و نود و دومین سیارک کشف شده‌است که در ۲۵ آوریل ۱۹۸۲ کشف شد.
قدر مطلق سیارک برابر ۱۳٫۷۰ است.